# اشتتن، اتریش
اشتتن  (به آلمانی: Stetten) یک منطقهٔ مسکونی در اتریش است که در ناحیه کورنویبورگ واقع شده‌است. اشتتن  ۱٬۰۶۵ نفر جمعیت دارد.

## خواهرخوانده
شهر هشینگن خواهرخواندهٔ اشتتن  هست.